# Ancora qui (Elisa)
Ancora qui è un singolo della cantautrice italiana Elisa, pubblicato il 4 gennaio 2013 come parte della colonna sonora del film Django Unchained.
La canzone è stata candidata alla preselezione ai Premi Oscar 2013 nella categoria alla migliore canzone.

## Antefatti e descrizione
In un'intervista al Corriere della Sera, Elisa ha raccontato di essere entrata in contatto con Morricone attraverso la sua etichetta, la Sugar Music, recandosi a casa del compositore dove le ha fatto ascoltare alcune melodie scritte appositamente per lei. Per il processo di scrittura, Morricone ha suggerito a Elisa di ispirarsi ai suoi ricordi e così ha scritto il testo pensando a uno dei suoi amici d'infanzia morto di leucemia. La canzone si ispira anche alla composizione per pianoforte Für Elise di Ludwig van Beethoven.
La prima demo della canzone è stato trasmessa da Morricone a Quentin Tarantino, che ha deciso di includerlo nella colonna sonora del film Django Unchained, senza rivelare agli artisti in quale scena sarebbe stato inserito. Morricone ed Elisa hanno lavorato a una nuova versione di “Ancora qui” con arrangiamenti e orchestrazione più elaborati, che non è stata presa in considerazione per la colonna sonora. La seconda versione è stata inclusa come traccia nell'album in studio della cantante L'anima vola.
Durante una conferenza tenuta all'Università LUISS di Roma, Morricone ha descritto il lavoro di composizione della canzone e le sue critiche alla decisione di Tarantino di utilizzare il demo e non la versione finale del brano:

## Accoglienza
Recensendo l'album della colonna sonora, Lindsay Zoladz di Pitchfork ha descritto la canzone come una «ballata struggente eseguita con la chitarra classica» che mette in risalto la voce «melodrammatica e sommessa» di Elisa. James Lachno del The Daily Telegraph ha dichiarato che la canzone è uno dei «momenti di maggior rilievo dell'album”, apprezzando l'atmosfera «sinuosa e cupa» eseguita «in un italiano elegante» dalla cantante.

## Classifiche
| Classifica (2013) | Posizione massima |
| ----------------- | ----------------- |
| Italia            | 41                |